# エンピリアン・アイルズ
『エンピリアン・アイルズ』（Empyrean Isles）は、アメリカ合衆国のジャズ・ミュージシャン、ハービー・ハンコックが1964年に録音・発表した4作目のスタジオ・アルバム。

## 解説
当時ハンコックと共にマイルス・デイヴィス・クインテットで活動していたロン・カーターとトニー・ウィリアムス、それにハンコックのデビュー作『テイキン・オフ』にも参加したフレディ・ハバードがサイドマンを務めた。ノラ・ケリーはオリジナルLPのライナーノーツで、収録曲4曲を、架空の「エンピリアン諸島」の島々（人間の想像力を超えた、輝く宝石のような4つの島）に見立てた物語を執筆した。
Stephen Thomas Erlewineはオールミュージックにおいて満点の5点を付け「トラディショナル・ポップ、ソウル的なグルーヴ、実験的なモード・ジャズを驚くほど示唆に富んだバランス感覚で取り入れ、ハード・バップの限界を押し広げた」「"One Finger Snap"と"Oliloqui Valley"は、比較的ハード・バップの伝統にのっとっているとはいえ、このカルテットは、全曲において圧倒的で燃えるような演奏により、新しい音楽的領域を精力的に探求している」と評している。

## 収録曲
全曲ともハービー・ハンコック作曲。
1. ワン・フィンガー・スナップ - "One Finger Snap" - 7:20
2. オリロクィ・ヴァレー - "Oliloqui Valley" - 8:28
3. カンタロープ・アイランド - "Cantaloupe Island" - 5:32
4. ジ・エッグ - "The Egg" - 14:00

### CDボーナス・トラック
1. ワン・フィンガー・スナップ（別テイク） - "One Finger Snap (Alternate Take)" - 7:37
2. オリロクィ・ヴァレー（別テイク） - "Oliloqui Valley (Alternate Take)" - 10:47

## 参加ミュージシャン
- ハービー・ハンコック - ピアノ
- フレディ・ハバード - コルネット
- ロン・カーター - ベース
- トニー・ウィリアムス - ドラムス